# Fly My Sky
 (juillet 2022).
Si vous disposez d'ouvrages ou d'articles de référence ou si vous connaissez des sites web de qualité traitant du thème abordé ici, merci de compléter l'article en donnant les références utiles à sa vérifiabilité et en les liant à la section « Notes et références ».

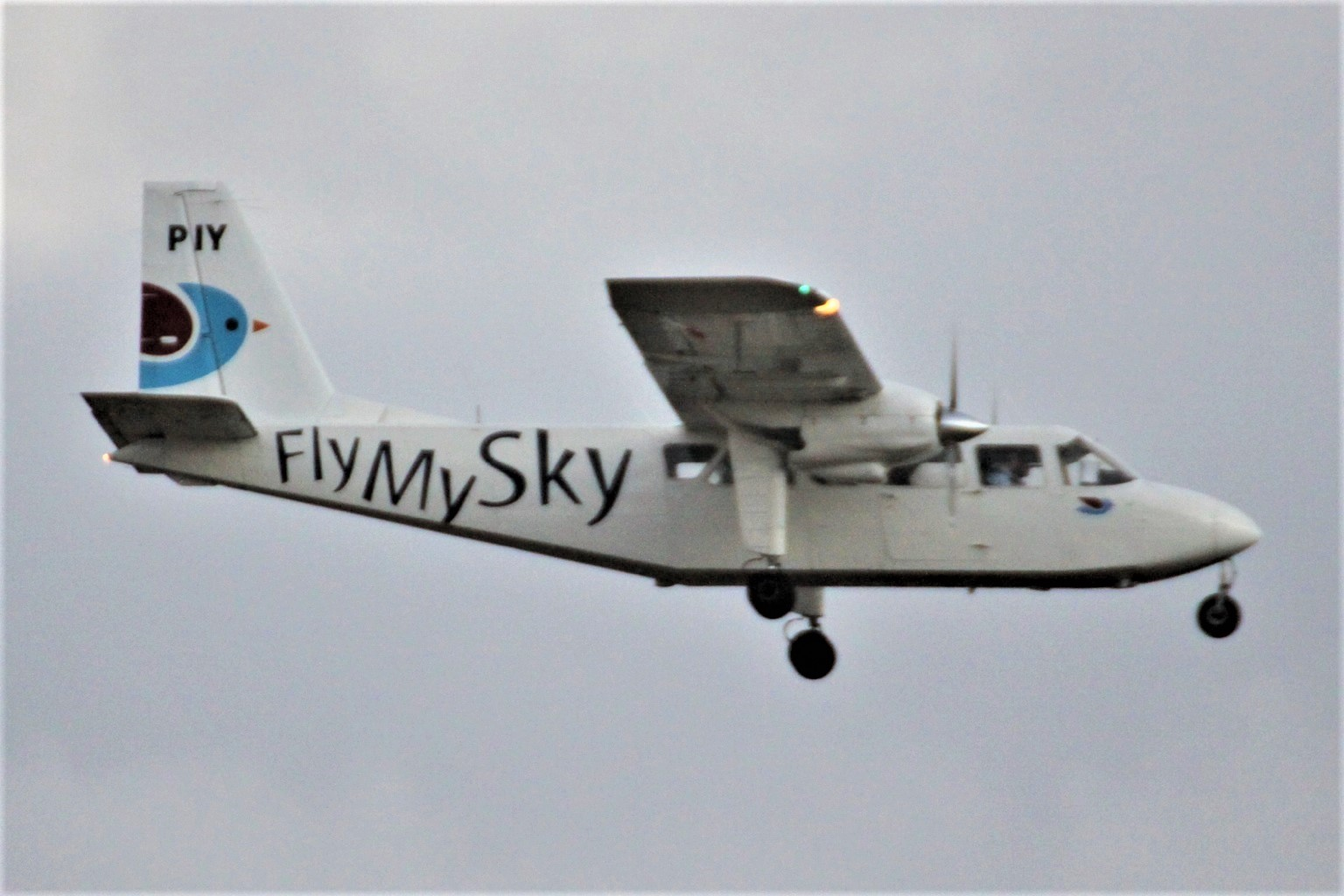
Un Britten-Norman Islander de Fly My Sky à Auckland.

Fly My Sky était une petite compagnie aérienne basée à Auckland, en Nouvelle-Zélande . Il opérait entre Auckland, Matamata et Great Barrier Island. La compagnie aérienne a été mise en liquidation fin juin 2021. La compagnie aérienne est issue de la défunte Mountain Air.

## Historique

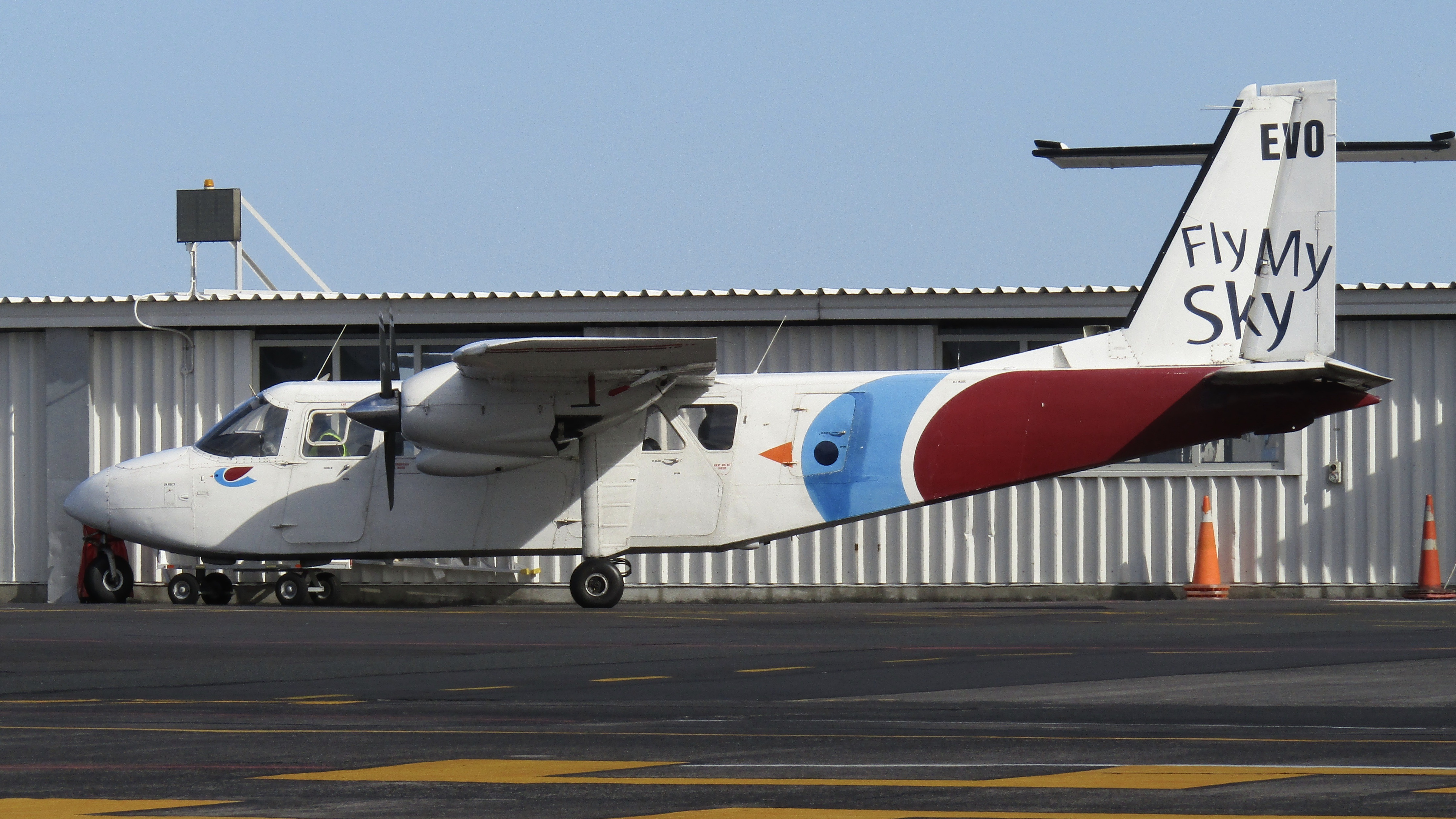
Un avion de chez Fly My Sky.

En 1998, Mountain Air a ajouté deux Britten-Norman Islander et deux Piper Aztec à sa flotte et a étendu ses services pour fournir des vols charters à l'échelle de la Nouvelle-Zélande. Des services réguliers ont également été développés pour fournir plusieurs vols par jour entre l'aéroport d'Auckland, Whangarei et Great Barrier Island dans le golfe d'Hauraki sous la marque Great Barrier Xpress . Le service Whangarei a été supprimé en 2008. En 2019, des vols à destination et en provenance de Matamata ont été lancés.
La compagnie aérienne desservait les deux aéroports de Great Barrier, Claris et Okiwi. Des kits de fenêtre spéciaux ont été installés dans les deux avions Islander pour fournir plus de fenêtres afin que les passagers puissent avoir de meilleures vues. Deux autres avions Britten-Norman Islander ont été ajoutés à la flotte en 2006 et 2007.
En juin 2008, Mountain Air a renommé Great Barrier Xpress en Fly My Sky. 
En janvier 2013 un Britten-Norman BN-2B-26 Islander de Fly My Sky a été endommagé lors de l'atterrissage à Okiwi Station (NZOX), sans faire de victimes.
Fly My Sky a tenté de redémarrer les opérations de Whangarei en octobre 2018, mais le service a échoué en raison du manque de clientèle et des annulations fréquentes et a cessé en juin 2019.  En novembre de la même année, la compagnie aérienne a commencé des vols quotidiens vers Matamata pour des visites de le décor du film Hobbiton. 
Le 20 mars 2020, la société exploitant Fly My Sky, Commercial Helicopters Limited, a été vendue. 
Pendant la pandémie de COVID-19 et le verrouillage qui a suivi, Fly My Sky opérait un horaire quotidien prolongé dans l'aérodrome d'Okiwi en tant que service essentiel.  Normalement, l'aérodrome n'est exploité que sur demande. 
Fin juin 2021, la compagnie aérienne a été mise en liquidation et a cessé toutes ses opérations.